# Almost Here (singolo)
Almost Here è una canzone pop del cantante irlandese Brian McFadden e della cantante australiana Delta Goodrem. Scritta da McFadden, Paul Barry e Mark Taylor, la canzone appare nell'album di debutto di McFadden, Irish Son, e nel secondo album della Goodrem, Mistaken Identity.